# Zagymnus
Zagymnus is een kevergeslacht uit de familie van de boktorren (Cerambycidae). De wetenschappelijke naam van het geslacht werd voor het eerst geldig gepubliceerd in 1873 door LeConte.

## Soorten
Zagymnus omvat de volgende soorten:
- Zagymnus clerinus LeConte, 1873
- Zagymnus rugicollis Chemsak & Linsley, 1968
- Zagymnus variatus Chemsak & Linsley, 1968